# Арарат (аеропорт)
Аеропорт Арарат — цивільний аеропорт, розташований за 5 кілометрів на південь від міста Арарат, Вікторія, Австралія, на Західній автостраді.